# Attentats du 25 juin 1965 à Saïgon
 (octobre 2020).
Les attentats du 25 juin 1965 à Saïgon sont deux attentats à la bombe menés par le Việt Cộng le 25 juin 1965 à Saïgon pendant la guerre du Viêt Nam. Les attentats ont fait 42 morts et 80 blessés.

## Attentat du My Canh Café
La première bombe a explosé à 20 h 15 (heure locale) dans un restaurant flottant «My Canh Café» au bord de la rivière Saïgon. 31 à 32 personnes ont été tuées et 42 ont été blessées. Parmi les victimes, 13 étaient américaines et la plupart des autres étaient des citoyens vietnamiens.

## Deuxième attentat
En même temps que la première explosion, une autre bombe a explosé à côté d'un stand de tabac sur la rive de la rivière près du restaurant flottant. L'explosion a tué au moins une femme américaine.